# Anatomija i bolesti prednjeg segmenta oka
Anatomija i bolesti prednjeg segmenta oka sažeti je prikaz anatomskih struktura prednjeg segmenta ljudskog oka, koja je zapravo prednja trećina oka koja uključuje sve strukture ispred staklastog tela oćne jabučice (rožnjaču, iris, ciliarno telo i sočivo), i karakterističnih bolesti vezane za ovaj deo oka.

## Anatomija
Ljudsko oko je parni organ čula vida. Anatomiju ljudskog oka čine: očna jabučica, vidni putevi i pomoćni organi oka. U okolini očne jabučice se nalaze tkiva i strukture koje imaju ulogu njene zaštite. U te strukture spadaju: očna duplja, očni mišići, kapci, suzni aparat, vežnjača i masno tkivo orbite. U kliničkom i funkcionalnom smislu očna jabučica se deli na prednji i zadnji segment.
Prednji segment očne jabučice (bulbus oculi) čine:

### Kapci
Očni kapci (palpebrae) su pokretljivi kožno-mišićni nabori sa fibroznim skeletom koji prekrivaju prednje strukture očne jabučice. Imaju zaštitnu ulogu u očuvanju vida i prozirnosti struktura očne jabučice. Tri osnovna sloja čine građu kapaka: spoljašnji (koža), srednji (mišićno vezivni) i unutrašnji (vežnjača).

### Suzni aparat
Suzni aparat (apparatus lacrimalis) oka čine sekretorni, prelazni-intermedijarni i odvodni deo. Lakrimalni sistem učestvuje u stvaranju i odvodu suza. Fiziološka uloga suza je zaštita za površinske strukture bulbusa. Suze mehanički ispiraju površinu oka, učestvuju u ishrani i čuvaju prozirnost rožnjače. Na spoljašnjim ivicama kapaka smeštene su male suzne bradavice na čijem su vrhu tačkasti otvori za gornji i donji suzni kanalić. Ti suzni otvori su preko kanalića povezani sa suznom kesicom.

### Vežnjača
Vežnjača ili konjuktiva (conjunctiva) — unutrašnji sloj kapka. Preko prelazne bore nastavlja se u vežnjaču bulbusa. Odvaja kapke i očnu jabučicu od orbitalnih struktura. Vežnjaču čine: vežnjača kapaka, vežnjača prelazne bore, vežnjača bulbusa, polumesečasti nabor i suzna bradavica. Po sastavu je glatka, sjajna, vlažna, bledo ružičaste boje, prozirna, bez patološke sekrecije u konjunktivalnoj vrećici. Fiziološka uloga je da omogući nesmetano kretanje kapaka po bulbusu i da omogući kretanje očne jabučice u svim pravcima.

### Rožnjača
Rožnjača (lat. cornea) je vidljivi prednji deo najprozirnijeg sloja očne jabučica, jako tvrde konzistencije, po čemu je i dobila ime („tvrda kao rog”). U prečniku ima 11—12 milimetara, a debela je oko pola milimetra i sastoji se od više slojeva: 
- Na površini je višeslojni pločasti epitel.
- Prednja membrana, ili membrana Boumani, deli epitel od strome.
- Stroma sačinjava najveći deo debljine rožnjače. Ona je građena u vidu providnih ploča, koje su u stvari modifikovane ćelije.
- Stroma se završava zadnjom membranom, koja je otporna na intraokularni pritisak, a ona se po autoru koji je prvi opisao zove membrana Deskemeti.
- Unutrašnji sloj rožnjače komunicira sa prednjom očnom komorom. Ovaj sloj je građen od tankih endotelnih ćelija i označava se kao endotel.

Rožnjača nema krvnih sudova i ishranjuje se difuzijom iz okolnog tkiva. 
Providnost rožnjače i njena pravilna zakrivljenost su osnove za dobar vid. U slučaju zamućenja na rožnjači (leukom) kao posledice bolesti ili povrede, dolazi do zamućenja i znatnog smanjenja vida. Nepravilna zakrivljenost rožnjače se javlja ako postoji astigmatizam oka ili kupasta zakrivljenost (keratokonus).

### Beonjača
Beonjača (sclera) je veći, zadnji deo fibrozne opne očne jabučice (bulbus oculi), čija je sa spoljašnja površina ispupčena i pokrivena fascijalnim omotačem (vagina s. fascia bulbi), a napred još i vežnjačom (tunica conjunctiva bulbi). Unutrašnja površina je izdubljena i odgovara sudovnjači (choroidea). Ona je čvrsta, nerastegljiva, beličasta i neprozračna opna, oblik lopte presečene na prednjem kraju. U taj veliki kružni otvor uvlači se periferna ivica rožnjače. Osim ovog otvora, na beonjači se nalaze još neki manji otvori za prolaz nerava i krvnih sudova.
U beonjači postoji venski sinus (sinus venosus sclerae) ili (canalis Schlemmi). Smješten je oko limbusa rožnjače. Ispunjen je očnom vodicom (humor aquosus). Beonjača je inervisana ograncima kratkih cilijarnih nerava (nn. ciliares breves). Arterije beonjače potiču od prednjih i kratkih zadnjih cilijarnih arterija (aa. ciliares anteriores, aa. ciliares posteriores breves), a vene su pritoke kovitlastih vena (vv. vorticosae). Beonjača u sebi nema limfnih sudova.

### Dužica
Dužica ili šarenica (iris) je mišićna opna između rožnjače i sočiva, koja odvaja prednju od zadnje očne komore. Kroz nju u oko ulaze svetlosne zraci. Mišić dužice deluje refleksno određuje veličinu zenice, pa se ona na jakom svetlu sužava a na slabom širi. Dužica svojim izgledom određuje boju očiju. Boja dužice se dobija genetskim nasleđem, i određena je količinom pigmenata. Kada ne bi bilo pigmenta oko bi bilo roze boje (albino). Postoje dva pigmenta melanin i lipohrom koji direktno učestvuju u boji oka. Melanin je braon boje i kontroliše ga 15-ti hromozom, dok lipohrom žuto-braon i kontroliše ga 19-ti hromozom. U ređim slučajevima može da se desi da jedno oko bude drugačije boje, ali to je jako redak slučaj. Dužica ne menja boju sa staranjem ma koliko se veruje u to. Dešava se da posmatrači uoče promenu boje očiju, ali to nije realnost, jer boja očiju zavisi od osvetljnja, kontrasta i oblačenja čoveka.
Dužica se sastoji od dva sloja: prednjeg pigmentnog i fibrovaskularnog poznatog kao stroma, ispod koga je sloj pigmentnih epitelnih ćelija. Stroma se povezuje sa kružnim mišićem (sfinkterom) zenice (sfincter pupillae), koji odgovara za pomeranje zenice u kružnim pokretima, a skup mišića za širenje (dilator pupillae) pomera dužiicu radijalno, povlačeći je u naborima. Zadnja površina je pokriven jako pigmentiranim epitelnim slojem koji je dvoćelijske debljine (pigmentni epitel irisa), dok prednja površina nema epitela. Ta prednja površina se projektuje kao dilator mišića. Visoko pigmentirani sadržaj blokira svetlo koje prolazi kroz dužicu ka mrežnjači, usmeravajući ga na zenicu.
Spoljni rub dužice je kornea, koja je pričvršćena na bionjaču i prednji deo cilijarnog tela. Iris i cilijarno telo zajedno su poznati kao prednja uvea. Ispred samog korena irisa je regija zvana trabekulska (kvržičasta) mreža, kroz koju se očna vodica stalno crpi iz oka, i tako reguliše očni pritisak. Pojedine bolesti irisa često imaju jak uticaj na očni pritisak i posredno na vid. Zajedno sa prednjim cilijarnim tijelom, dužica pruža sporedni put za oticanje tečnosti iz oka.

### Cilijarno telo
Cilijarno telo (corpus ciliare) je deo ljudskog oka koji u sebi sadrži cilijarni mišić (koji kontroliše oblik očnog sočiva) i cilijarni epitel (koji proizvodi očnu vodicu). Ono je deo (uveje), sloja tkiva koje snabdeva kiseonikom i hranjivim materijama očna tkiva. Veže se sa ora serrata na mrežnjaču na korenu dužice. 
Cilijarno telo je u obliku prstena zadebljanog tkiva unutar ljudskog oka, koji deli zadnju očnu komoru od staklastog tela. U sebi sadrži cilijarni mišić, krvne sudove i vlaknasto vezivno tkivo. Nabori ili cilijarni nastavci, na unutrašnjem cilijarnom epitelu izlučuju očnu vodicu u zadnju očnu komoru. 
Cilijarno telo je pričvršćeno na očno sočivo preko vezivnog tkiva ili zonulskih vlakana. Opuštanje mišića cilijarnog pravi napetost na ovim vlaknima i timme menja oblik sočiva kako bi se ono fokusiralo svetlosni snop na mrežnjaču Unutrašnji sloj je proziran i pokriva staklasto telo, i kontinuirani je nastavak nervnog tkiva mrežnjače. Spoljašnji sloj je izraženo pigmentiran i nastavlja se sa pigmentnog epitela, a predstavlja ćelije mišića dilatora dužice. Ova dvostruka membrana se često smatra kontinuitetom mrežnjače i rudimentnog embrionskog ostatka mrežnjače. Unutrašnji sloj je bez pigmenta dok ne dođe do dužice koja je pigmentirana. Mrežnjača se završava na ora serrata.

### Očno sočivo
Očno sočivo (lens) je deo ljudskog oka koji ima funkciju prelamanja svetla i podešavanja prelamanje slike tako da ona padne direktno na mrežnjaču. Ono ima izgled i veličinu zrna sočiva (leće).
Sa spoljašnje strane sočivo je obavijeno tankom membranom, kapsulom (capsula lentis), a sa unutrašnje kapsule je u sredini jedro ili jezgro (nucleus) koje ima čvršću strukturu od okolnog korteksa (cortex). Korteks sočiva je građen od usko zbijenih ploča (lamela), koje su potpuno providne, i poređane kao lukovice u glavici crnog luka.
Periferija sočiva (ekvator) je povezana tankim nitima sa jednim cirkularnim mišićem (trepavičasti mišić - musculus cilliaris), čijom aktivnošću se otpuštaju ili zatežu njegova mišićna vlakna, što menja oblik sočiva, koje postaje tanje ili deblje, odnosno menja svoju prelomnu moć. Taj proces prilagođavanja očnog sočiva na različito udaljene predmete nosi naziv akomodacija oka.

## Bolesti prednjeg segmenta oka premaMKB10[3]

### 1. H00. — Bolesti očnog kapka
| Bolest                                                                | Šifra MKB10 i latinski naziv              | Slika | Karakteristike |
| --------------------------------------------------------------------- | ----------------------------------------- | ----- | --- |
| Hordeolum (Čmičak)                                                    | H00.0 — Hordeolum palpebrae               |       | Akutna bakterijska upala lokalnih lojnih žlezda kapka sa pojavom crvenila i otoka kože. Bol je spontan i pri dodiru se oseća promena na kapku. Postoje dve vrste: - spoljašnji, koji nastaje na rubu kapka i zahvata folikule trepavica i - unutrašnji, koji nastaje zbog upale lojnih žlezda unutar kapka, kao posledica zastoja u pražnjenju žlezda. |
| Halacion (Tvrdo zrno u kapku oka)                                     | H00.1 — Chalazion                         |       | Poznat i kao lipogranulom Meibomovih žlezda, je cista u veđi uzrokovana upalom začepljene Meibomove žlezde, češče na gornjoj veđi. On je drukčiji od čmička po tome što je bolniji, i veći. |
| Blefaritis (Zapaljenje ivice kapka oka)                               | H01.0 — Blepharitis                       |       | Hronična upala rubova kapaka, koja se može se javiti u dva osnovna oblika, kao; - Prednji blefaritis kada se upala javlja na spoljnoj ivici kapaka - Zadnji blefaritis koji je vezan za nepravilno lučenje žlezda |
| Entropija očnog kapka i trepavice (Uvrnutost očnog kapka i trepavice) | H02.0 — Entropium et trichiasis pelpebrae |       | Stanje organa vida u kome se očni kapci izvrću ka unutra, što rezultuje trenjem između trepavica i kože lica i nastankom iritacija i diskomfora. Nelečeni ili neblagovremeno i neadekvatno lečena entropija očnog kapka i trepavice može dovesti do oštećenje rožnjače, infekcije oka i gubitka vida. |
| Ektropija očnog kapka (Izvrnutost kapka oka)                          | H02.1 — Ectropium palpebrae               |       | Izvrnutost očnog kapka je everzija očnog kapka prema spolja, tako da slobodna ivica kapka ne naleže na očnoj jabučici a tarzalni deo vežnjače (konjunktive) je okrenut u polje i izložena uticajima spoljašnje sredine, povredama i isušivanju. |
| Lagoftalmus (Nepotpuno zatvaranje očnog kapka)                        | H02.2 — Lagophthalmus                     |       | Nepotpuno zatvaranje očnog kapka je patološko stanje u prednjem segmentu oka koje se karakteriše nemogućnošću zatvaranja očnih kapaka. |
| Opuštanje kože očnog kapka                                            | H02.3 — Blepharochalasis                  |       | Je upala očnog kapka koja se karakteriše egzacerbacijama i remisijama edema kapka, što dovodi do rastezanja i sekundarne atrofije njegovog tkiva. Karakteristično se javlja samo na gornjim očnim kapcima. Promene mogu biti jednostrane ili obostrane. Kod blefarohalazije koža kapka postaje mlitava i u obliku je suvišnih nabora koji padaju preko ivice očnog kapka. |
| Ptoza (Spušten očni kapak)                                            | H02.4 — Ptosis palpebrae                  |       | Ptoza je jednostrana ili obostrana spuštenost gornjeg očnog kapka pri čemu je aktivno podizanje spuštenog kapka ograničeno a međukapačni prostor (lat. rima palpebralum) sužena. Tokom pokušaja bolesnika da snagom volje podigne spušteni očni kapak dodatnim stezanjem mišića podizača obrve i čeonog mišića, dolazi do nabiranja čela i zabacivanja glave unazad kada je poremećaj obostran. Prema uzroku ptoze se dele na: kongenitalne (urođena) i stečena (akvirirane). |
| Povlačenje očnog kapka (Retrakcija kapaka)                            | H02.5 — Retractio palpebrarum             |       | Retrakcija kapaka je patološko stanje u prednjem segmentu oka kod koga je poremećen položaj kapaka, i kada su očni kapci povučeni upolje a njihova slobodna ivica udaljena od limbusa rožnjače. |
| Ksantelazma očnog kapka                                               | H02.6 — Xanthelasma palpebrae             |       | Ksantelazma je dobroćudno (benigno) nakupljanje lipida (masnoće) i gigantskih penušavih ćelija u koži kapka. Može biti važan indikator narušenog metabolizma masti u jetri, kod određenih hroničnih bolesti. |

### 2. H04. — Bolesti suznog aparata oka
| Bolest                                                      | Šifra MKB10 i latinski naziv | Slika | Karakteristike |
| ----------------------------------------------------------- | --- | ----- | --- |
| Zapaljenje suzne žlezde (Dakrioadenitis)                    | H04 — Dacryoadenitis |       | Dakrioadenitis (lat. dacryoadenitis) je akutno ili hronično, jednostrano ili obostano zapaljenje suzne žlezde. Kako je to retka bolest; podaci o njenoj prevalenciji su retki. Jedan od 10.000 pacijenata sa očnim bolestima (prema jednom istraživanju) ima jedan od oblika zapaljenje suzne žlezde, koje je ipak mnogo češće od tumora suzne žlezde, koji uvek treba imati u vidu ako bolest duže traje. |
| Suzenje oka (Epifora)                                       | H04.2 — Epiphora |       | Klinički je znak u oftalmologiji, koji se karakteriše upornim ili preteranim suzenje očiju. Izazvano je prevelikom proizvodnje suza (obično refleksno, izazvano bolestima prednjeg očnog segmenta, kao što su konjunktivitis, keratitis, trihijaza itd.),, ili neadekvatnom drenažom normalne količine suza. Najčešći uzrok je neadekvatna drenaža suznog filma oka usled začepljenog odvodnog suznog kanala koji se izliva u nosnu šupljinu (nazolakrimalni duktus). Simptomi se mogu javiti samo u jednom ili u oba oka. U većini slučajeva suženja oka se može efikasno lečiti. |
| Akutno zapaljenje suznih puteva (Akutni dakriocistitis)     | H04.3 — Dacryocystitis acuta, non specificata - Canaliculitis lacrimalis acuta, subacuta - Dacryocystitis (phlegmonosa) acuta, subacuta - Dacryopericystitis acuta, subacuta |       | Radi se o zapaljenjskom procesu koji najčešče nastaje kao sekundarna pojava zbog stenoze ili obliteracije suznonosnog kanala (lat. stenosis et obliteratio canalis lacrimonasalis). Zapaljenje suznih puteva jedna je od čestih infekcija oka. Nešto češće se javlja u trećo i četvrtoj deceniji života. Žene su često pogođene bolešću |
| Hronično zapaljenje suznih puteva (Hronični dakriocistitis) | H04.4 — Dacryocystitis chronica - Dacryocystitis chronica - Canaliculitis lacrimalis chronica - Mucocele lacrimalis chronica                                                 |       | Zapaljenje suznih puteva jedna je od čestih infekcija oka. Nešto češće se javlja u trećoj i četvrtoj deceniji života. Žene su često pogođene bolešću |

### 3. H05. — Bolesti orbite oka
| Bolest        | Šifra MKB10 i latinski naziv | Slika | Karakteristike                                                                                               |
| ------------- | ---------------------------- | ----- | --- |
| Celulitis oka | H05 — Cellulitis             |       | Celulitis oka je infekcija kože kapaka i/ili očiju, najčešće izazvana infekcijom bakterijama ili gljivicama. |

### 4. H10. — Zapaljenje vežnjače oka
| Bolest                                           | Šifra MKB10 i latinski naziv                                | Slika | Karakteristike |
| ------------------------------------------------ | ----------------------------------------------------------- | ----- | --- |
| Konjunktivitis (Zapaljenje vežnjače oka)         | H 10 — Conjunctivitis                                       |       | Zapaljenje vežnjače karakteriše jako crvenilo oka sa proširenim krvnim sudovima (u vežnjači tarzusa, prelaznoj bori i očnoj jabučici), izražena sekrecija (kao otok vežnjače) i pojava sekreta po rubovima očnog kapaka.                                                                            |
| Pterigijum (Krilasta navlaka)                    | H11.0 — Pterygium                                           |       | Benigna, degenerativna lezija vežnjače oka, koja se ispoljava kao trouglasta, fibrovaskularna duplikatura vežnjače u interpalpebralnom otvoru koja prelazi na rožnjaču. Najčešće se javlja kod osoba izloženih delovanju sunčeve svetlosti, bolesnika sa alergijama i sa zapaljenjskim oboljenjima. |
| Pingvekula (Degeneracije i naslage vežnjače oka) | H 11.1 — Pinguecula Degenerationes et deposita conjunctivae |       | Pingvekula je žutobelo, glatko, maleno izdignuće vežnjače, obično u interpalpebralnom otvoru uz limbus, koje ne prelazi na rožnjaču. U suštini, to je degenerativna promena, koja najčešće nastaje kod osoba starijih od 35 godine, sa anamnezom hroničnog izlaganja suncu.                         |
| Krvarenje vežnjače oka                           | H11.3 — Haemorrhagia subconjunctivalis                      |       | Ova krvarenja ili hemoragije predstavljaju akumulaciju krvi između vežnjače i sklere. Ova krvarenja nastaju usled: - male traume, ili naprezanja kod jakog kašlja, - prilikom porođaja, - pri povraćanju, - kod hipertenzije - nakon upotrebe antikoagulantne terapije.                             |

### 5. H15. — Bolesti beonjače
| Bolest                                        | Šifra MKB10 i latinski naziv | Slika | Karakteristike |
| --------------------------------------------- | ---------------------------- | ----- | --- |
| Skleritis (Zapaljenje beonjače)               | H15.0 — Scleritis            |       | Skleritis je teška upala duboke episklere i beonjače koja ugrožava vid. Simptomi su umeren do jak bol, crvenilo (hiperemija) očne jabučice, suzenje i fotofobija. Najčešće se javlja kod žena starih od 30 do 50 godina, među kojima je najviše onih koje boluju od bolesti vezivnog tkiva poput reumatičnog artritis, sistemskog eritemskog lupusa, nodoznog poliarteritisa, Wegenerove granulomatoze ili recidivirajućih polihondritis. Retki su slučajevi izazvani infekcijom. Skleritis najčešće zahvaća prednji segment oga i javljuja se u tri oblika kao: difuzni, nodularni i nekrotizirajući (perforirajuća skleromalacija). Dijagnoza se postavlja klinički. Lieči se sistemskom primenom kortikosteroida i imunosupresora. |
| Episkleritis (Površinsko zapaljenje beonjače) | H15.1 — Episcleritis         |       | Episkleritis je upala episkleralnog tkiva nepoznate etiologije, koja je samoograničavajuća i ne ugrožava vid. Simptomi su ograničeni na područje hiperemije očne jabučice, nadražaj i suzenje. Dijagnoza se postavlja klinički. Lečenje je simptomatsko. Najčešće se javlja kod mladih odraslih osoba, ženskog pola. Obično je idiopatski, ali može biti povezan i sa bolestima vezivnog tkiva. |

### 6. H16. — Bolesti rožnjače
| Bolest                         | Šifra MKB10 i latinski naziv | Slika | Karakteristike |
| ------------------------------ | ---------------------------- | ----- | -------------- |
| Zapaljenje rožnjače            | H16 — Keratitis              |       |                |
| Zapaljenje rožnjače i vežnjače | H16.2 — Keratoconjunctivitis |       |                |

### 7. H20. i H21. — Zapaljenje dužice i zrakastog tela
| Bolest                             | Šifra MKB10 i latinski naziv           | Slika | Karakteristike |
| ---------------------------------- | -------------------------------------- | ----- | --- |
| Zapaljenje dužice i zrakastog tela | H20 — Iridocyclitis (uveitis anterior) |       | Zapaljenje dužice i zrakastog tela ili uveitis anterior (lat. iridociklitis) je istovremeni zapaljenjski proces prednjeg segmenta ljudskog oka, lokalizovan na dužici ili irisu (lat. iritis) i zrakastom telu (lat. corpus ciliare) (lat. ciclitis). Kako su dužica i zrakasto telo su delovi srednjeg omotača odnosno sudovne opne oka u veoma bliskom anatomskom odnosu, zapaljenski proces obično u isto vreme zahvata i dužicu i zrakasto ili cilijarno telo, što se još naziva i uveitis anterior. |
| Zapaljenje dužice                  | H21 — Iritis                           |       | Zapaljenski proces koji je zahvatio samo dužicu. Dužica gradi prednji deo sudovne opne i ima oblik okrugle ploče prečnik 10 - 12 mm koja u svom središnjem delu ima otvor - zenicu (pupilla). Ova opna deli zadnju od prednje komore, koje međusobno komuniciraju preko zenice. Prema izgledu zapaljenskog procesa iritisi se dele na difuzne i na cirkumskriptne, odnosno nodularne. - Difuzni oblik iritisa je zapaljenski proces koji zahvata difuzno dužično tkivo u celini. - Cirkumskriptni ili nodularni oblik iritisa, je proces koji se ispoljava u vidu čvorića. Kod svakog zapaljenskog procesa dužice preovlađuje eksudacija. Prema karakteru eksudacije iritise delimo na serozne, fibrinozne, purulentne (gnojne) i hemoragične. Serozni oblik iritisa ima blažu kliničku sliku dok ostali oblici imaju težu. Klinička slika zavisi da li se radi o akutnom ili hroničnom obliku. Kod akutnog iritisa simptomatologija je burna. Prisutni su svi nadražajni simptomi: epifora ( suzenje oka), fotofobija ( preosetljivost na svetlost) i blefarospazam ( grč kapka). Pored toga postoji difuzni bol i hiperemija, oštrina vida je smanjena. Kod subakutnih oblika postoje svi navedeni simptomi ali su oni znatno manjeg intenziteta,a kod hroničnog oblika simptomi su veoma slabo izraženi. |

### 8. H25—H28. — Oboljenja sočiva oka
| Bolest             | Šifra MKB10 i latinski naziv | Slika | Karakteristike |
| ------------------ | ---------------------------- | ----- | --- |
| Staračka katarakta | H25. — Cataracta senilis     |       | Potpuno ili delimično zamućenje sočiva. Postoji više podela katarakti: prema vremenu javljanja, prema izgledu, prema mestu zamućenja, prema uzroku kao i prema boji zamućenja. Treba poznavati urođenu, senilnu, dijabetičnu, traumatsku i komplikovanu kataraktu. - Urođena katarakta može biti nasledna i u sklopu različitih sindroma, ili kao posledica virusne bolesti majke tokom trudnoće. Senilna katarakta je najčešći tip katarakte. Javlja se kod ljudi preko 65 godina. Obično zahvata oba oka, sa razlikom od nekoliko meseci. Zahteva operativno odstranjenje i ugradnju veštačkog sočiva. - Dijabetična katarakta spada u patološke oblike katarakte i javlja se kod osoba sa loše regulisanom šećernom bolesti. Traumatska katarakta je posledica neke zatvorene ili otvorene povrede oka. Komplikovana katarakta se javlja nakon hroničnih očnih bolesti (uveitis, iridociklitis). |

## Literatura
- Kozomara R., i sar. (2000). Klinička oftalmologija. Banja Luka: Glas Srpski.

## Spoljašnje veze
|  | Molimo Vas, obratite pažnju na važno upozorenje u vezi sa temama iz oblasti medicine (zdravlja). |